# Jan Masaryk
Jan Masaryk, född 14 september 1886 i Prag, död 10 mars 1948 i Prag, var en tjeckoslovakisk politiker och landets utrikesminister 1940–1948. 

## Biografi
Jan Masaryk var son till Tjeckoslovakiens grundare och förste president, Tomáš Garrigue Masaryk. Han var utrikesminister i exilregeringen i London under andra världskriget och därefter 1945–1948 i hemlandet.
Han påträffades död under ett toalettfönster på det tjeckoslovakiska utrikesdepartementets byggnad 1948. Omständigheterna kring hans död är oklara; den officiella förklaringen, som också fått stöd från flera av Masaryks närstående, var att han begick självmord, medan andra menar att han troligen blev mördad då han motsatte sig den kommunistiska Pragkuppen. En tjeckoslovakisk  specialkommitté konstaterade dock 1968 att han mördats. 